# Park Krajobrazowy Łuk Mużakowa
Park Krajobrazowy Łuk Mużakowa (niem. Muskauer Faltenbogen) – park krajobrazowy i geopark w województwie lubuskim, założony w celu ochrony szczególnego tworu geologicznego – moreny czołowej powstałej podczas zlodowacenia środkowopolskiego (Odry).
Morena ma kształt podkowy o długości 40 km i szerokości 3–5 km (krańce oparte Tuplice i Klein Kölzig w Niemczech. Przez środek łuku płynie Nysa Łużycka. Na terenie parku występują deniwelacje rzędu ok. 100 m. Najwyższym punktem po stronie polskiej jest bezimienne wzgórze na północny wschód od Żarek Wielkich 178,8 m n.p.m. i drugie w obszarze na północ od Nowych Czapli 182,8 m n.p.m.
Obszar parku był w przeszłości terenem silnej działalności człowieka. Jej efektem są liczne jeziorka pochodzenia antropogenicznego oraz pozostałości po eksploatacji węgla brunatnego.
Łuk Mużakowa jest uważany za jedyną na Ziemi morenę czołową widoczną z kosmosu.
17 września 2011 roku Łuk Mużakowa uzyskał certyfikat Geoparku Europejskiego, obejmujący zarówno polską, jak i niemiecką część geoparku. Od 2011 roku, geopark – jako jedyny w Polsce – należy do Światowej Sieci Geoparków (ang. Global Geoparks Network, GGN) zrzeszającej geoparki narodowe o statusie Światowego Geoparku UNESCO (ang. UNESCO Global Geopark). 

## Podstawa prawna
- Rozporządzenie nr 20 Wojewody Lubuskiego z dnia 27 września 2001 roku w sprawie utworzenia Parku Krajobrazowego o nazwie „Łuk Mużakowa”. (Dz. Urz. Województwa Lubuskiego nr 96, poz. 689).
- Rozporządzenie Nr 24 Wojewody Lubuskiego z dnia 15 listopada 2004 r. o zmianie rozporządzenia Nr 20 Wojewody Lubuskiego z dnia 27 września 2001r. w sprawie utworzenia Parku Krajobrazowego o nazwie „Łuk Mużakowa” (uchylone wyrokiem Wojewódzkiego Sądu Administracyjnego w Gorzowie Wielkopolskim   z dnia 24 czerwca 2015 r.)[4]
- Uchwała Nr XXXI/471/17 Sejmiku Województwa Lubuskiego z dnia 24 maja 2017 r. w sprawie Parku Krajobrazowego „Łuk Mużakowa” (Dz. Urz. Województwa Lubuskiego z 2017 r. poz. 1267)

## Położenie
Park krajobrazowy położony jest na terenie powiatu żarskiego w:
- gmina Brody
- gmina Tuplice
- gmina Trzebiel
- gmina miejska Łęknica
- gmina Przewóz

## Powierzchnia z podziałem na gminy
- powierzchnia parku ogółem 	– 18 714,00 ha w tym:[5]
  - gm. Brody			– 651,40 ha	– 3,48%
  - gm. Tuplice		        – 3471,70 ha	– 18,55%
  - gm. Trzebiel		        – 11 574,60 ha	– 61,85%
  - gm. Łęknica		        – 1305,60 ha	– 6,98%
  - gm. Przewóz		        – 1710,70 ha 	– 9,14%

Park nie posiada otuliny.

## Opis obiektu poddanego pod ochronę

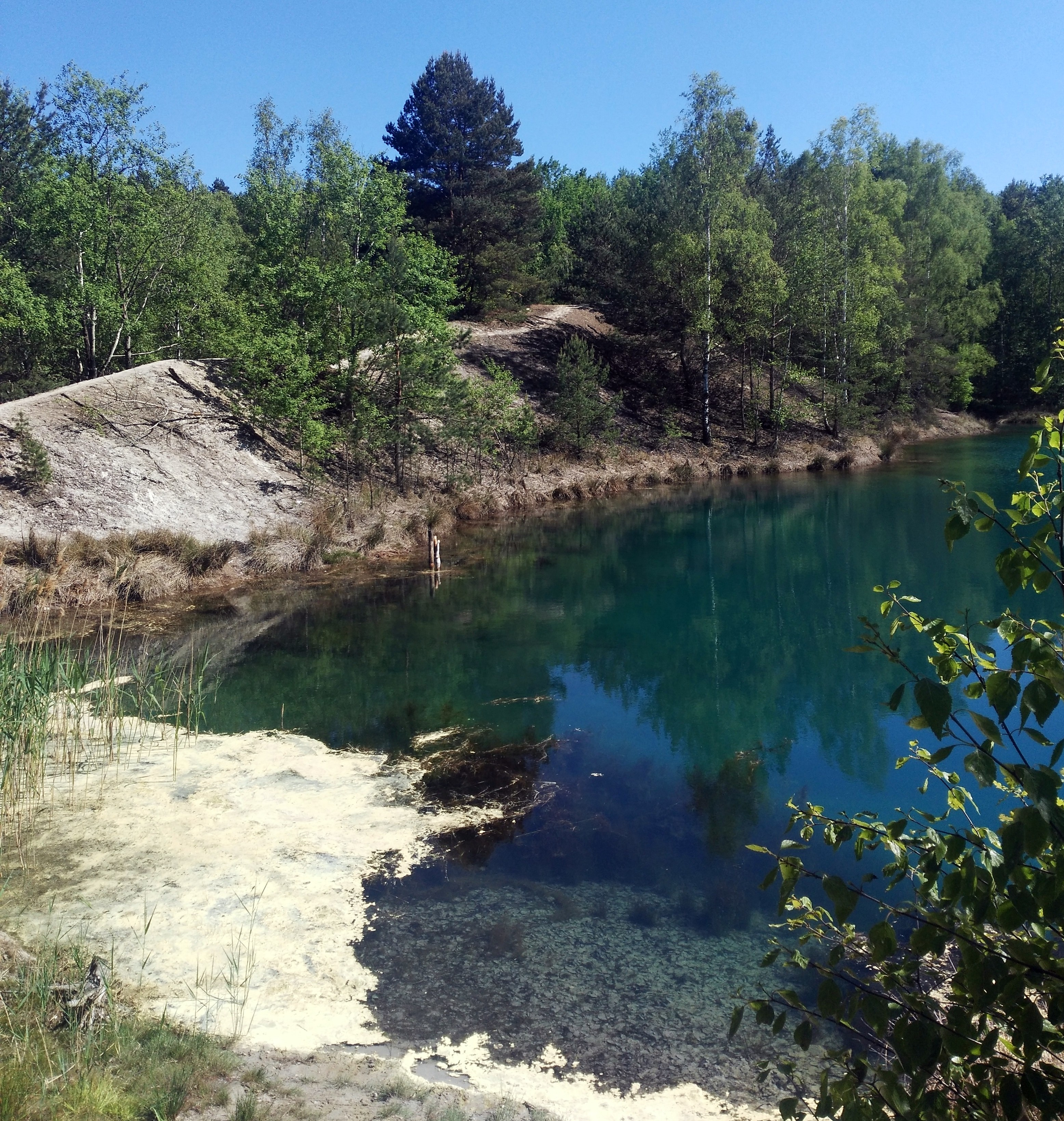
Jezioro w Łęknicy

Park obejmuje tereny położone w południowej części województwa lubuskiego, w strefie pogranicza z Niemcami o cennych wartościach przyrodniczych, historycznych i kulturowych. Obszar Parku pokrywa się z zasięgiem Łuku Mużakowskiego, formy geologicznej, znanej też jako Łużycki Wał Graniczny. Łuk ten ma kształt podkowy otwartej ku północy, o długości ok. 40 km i szerokości 3–4 km. Nysa Łużycka dzieli Łuk na dwie części w jednym z piękniejszych parków przypałacowych w Europie w m. Łęknica.
Na obszarze Parku występuje znaczna liczba stawów w wyrobiskach po odkrywkowej eksploatacji węgla brunatnego oraz stawów pożwirowych. Historycznie, omawiany teren leży na pograniczu Górnych i Dolnych Łużyc.

## Formy ochrony przyrody

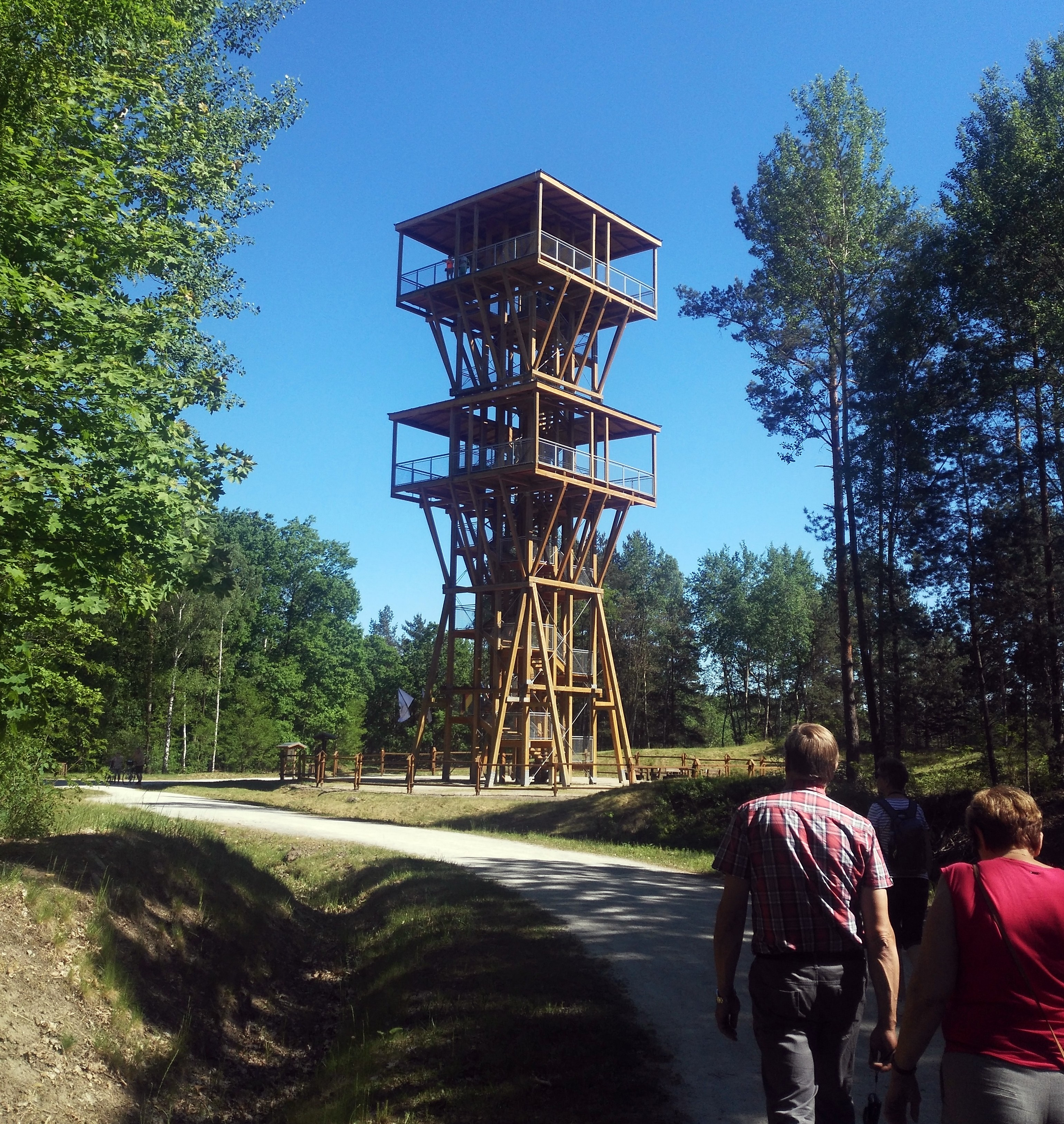
Wieża widokowa w Łęknicy (2017)

Na terenie Parku znajduje się jeden rezerwat przyrody – „Nad Młyńską Strugą”, 4 użytki ekologiczne oraz 17 pomników przyrody. Ponadto znajdują się tu obszary sieci Natura 2000 – obszar specjalnej ochrony ptaków PLB020005 „Bory Dolnośląskie” oraz 3 specjalne obszary ochrony siedlisk: PLH080038 „Łęgi nad Nysą Łużycką”, PLH080044 „Wilki nad Nysą” i PLH080060 „Uroczyska Borów Zasieckich”.